# Logania populifolia
Logania populifolia är en tvåhjärtbladig växtart som först beskrevs av Jean-Baptiste de Lamarck, och fick sitt nu gällande namn av A.J.M. Leeuwenberg. Logania populifolia ingår i släktet Logania och familjen Loganiaceae. Inga underarter finns listade i Catalogue of Life.